# Liste der Monuments historiques in Templeuve-en-Pévèle
Die Liste der Monuments historiques in Templeuve-en-Pévèle führt die Monuments historiques in der französischen Gemeinde Templeuve-en-Pévèle auf.

## Liste der Bauwerke
| Bezeichnung    | Beschreibung | Standort                          | Kennzeichnung | Schutzstatus | Datum | Bild |
| -------------- | ------------ | --------------------------------- | ------------- | ------------ | ----- | ---- |
| Hôtel de Ville | Erbaut 1893  | Place du Général-de-Gaulle (Lage) | PA59000091    | Inscrit      | 2002  |      |

## Liste der Objekte
- Monuments historiques (Objekte) in Templeuve-en-Pévèle in der Base Palissy des französischen Kultusministeriums